# Triosence

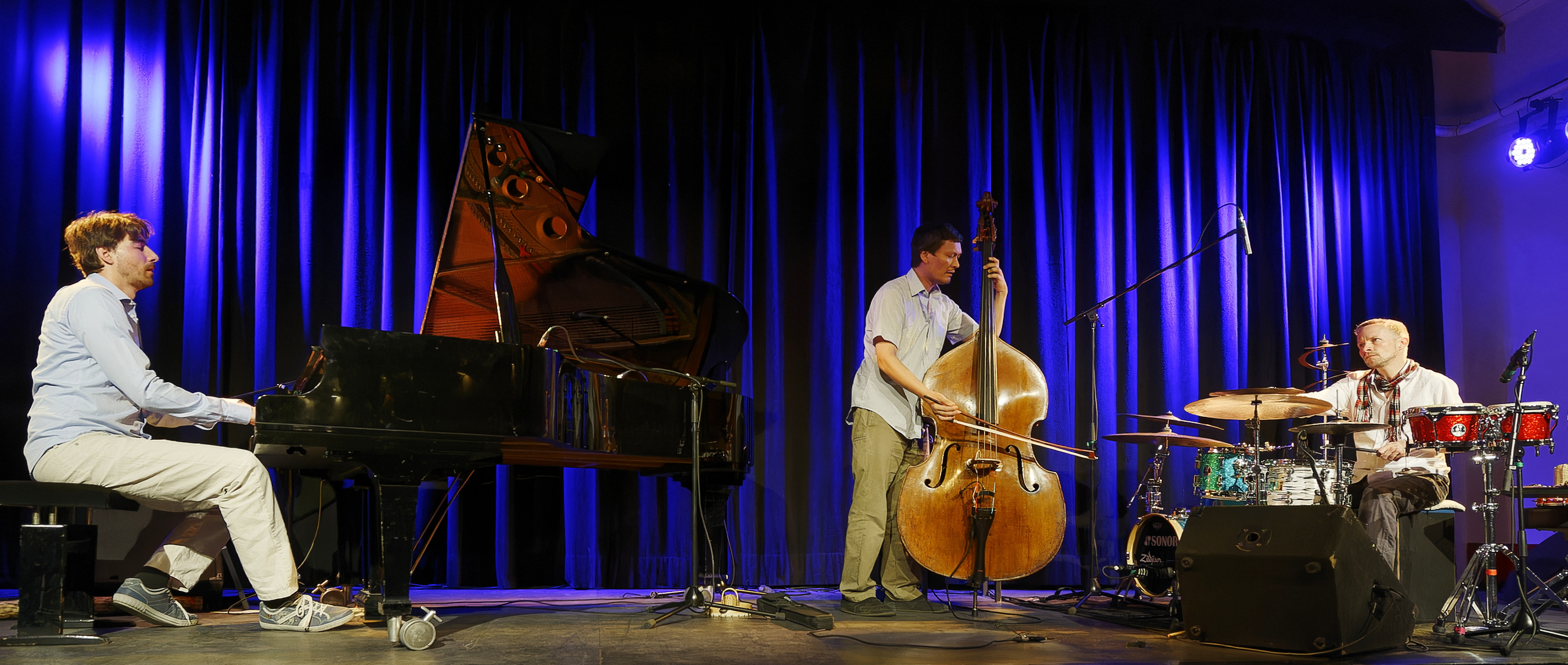
Triosence mit Bernhard Schüler, Matthias Akeo Nowak und Stephan Emig (v.l.) in der Bessunger Knabenschule Darmstadt 2015

Triosence ist eine deutsche Jazzband, die 1999 gegründet wurde. Das Trio bestand zunächst aus Bernhard Schüler (Piano), Stephan Emig (Schlagzeug) und Matthias Nowak (Bass), an dessen Stelle Ingo Senst trat. Seit 2019 besteht das Trio aus Bernhard Schüler (Piano), Tobias Schulte (Schlagzeug & Perkussion) sowie Omar Rodriguez Calvo (Kontrabass).

## Geschichte
2001 gewann die Band den ersten Preis beim Bundeswettbewerb „Jugend jazzt“ in Erfurt. Damit verbunden war die Produktion einer CD, ihr Debütalbum „First Enchantment“. Dem ersten Preis folgten der Ostsee-Jazz-Förderpreis, der Studiopreis des Deutschlandfunks, der Kulturförderpreis der Stadt Kassel bis hin zu einer Nominierung zum Preis der deutschen Schallplattenkritik. Sie konnten damit den Einstieg in die Internationalen Jazzcharts in Deutschland feiern. Einen großen Erfolg konnte das Trio in Japan verbuchen, wo es seit dem Erscheinen ihres Debütalbums zu den bekannten Jazznewcomern zählt. 2011 wurde triosence vom Taiwan Taoyuan Cultural Affair Bureau zu einem interkulturellen Projekt nach Taiwan eingeladen. Zum 100-jährigen Jubiläum der taiwanesischen Regierung hat die Band taiwanesische Volkslieder neu arrangiert und mehrere große Konzerte in Taiwan gespielt. Dabei wurden sie durch die in Taiwan sehr bekannten Sänger Hsiao Huang-Chi und Emiliy Guan begleitet.

## Aktuelle Besetzung
Bernhard Schüler wurde am 19. September 1979 in Kassel geboren. Seine musikalische Ausbildung begann er im Alter von sieben Jahren mit Klavierunterricht. Bereits als Teenager komponierte er eigene Stücke. Seine erste Band gründete er 1995, in der er gleichzeitig Saxophonist, Bandleader und Komponist war. Er nahm bereits 1996 und 1999 erfolgreich an „Jugend jazzt“ teil. Bei „Jugend jazzt“ 1999 gewann er aufgrund seines Klavierspiels eine Solistenförderung des Deutschen Musikrates und gewann 2000 dort den 1. Preis im Solistenwettbewerb. Von 1999 bis 2004 studierte er an der Musikhochschule Köln. Der Bandleader lebt in Kassel.
Omar Rodriguez Calvo wurde am 19. August 1973 in Matanzas, Kuba, geboren. Im Jahr 1984 begann er sein Musikstudium auf kubanischen Hochschulen. Bereits mit 17 Jahren begann er mit Argelia Fragoso und später mit Ramón Valle zu spielen. 1994 zog er nach Hamburg. Insbesondere als Mitglied des Tingvall Trio wurde er breiteren Kreisen bekannt und mehrfach mit dem ECHO ausgezeichnet.
Tobias Schulte wurde am 7. März 1982 in Hattingen geboren. Zehn Jahre später hat er angefangen, Schlagzeug zu spielen. Nach seinem Studium an der Los Angeles Music Academy hat er sein Hobby zum Beruf gemacht. Durch sein breites musikalisches Spektrum spielt er mit zahlreichen Künstlern aus unterschiedlichen Genres wie Nils Landgren, Jean-Louis Matinier, Edgar Knecht, Heino, Johnny Logan oder Limahl. Er gewann den Weltmusikpreis Creole.

## Musik
Die Musik ist eine Mischung aus Jazz, Folk, World und Fusion. Bernhard Schüler bezeichnet die Richtung selbst als „Song Jazz“, da klare, strukturierte Songs, fast wie bei Pop-Musik, im Mittelpunkt ständen. Die Musikinstrumente sind gleichberechtigte Partner, was dem Trio ein breites Spektrum an Kompositionen ermöglicht. Alle Stücke sind Eigenkompositionen. Die Musiker lassen sich von verschiedenen Einflüssen inspirieren. Unter anderem sind dort zu nennen: Bill Evans Trio, Keith Jarrett, Hubert Nuss, John Taylor, Ahmad Jamal, Peter Erskine, Jack DeJohnette und Zakir Hussain.
Ihre Melodien gelten als sehr eingängig, lyrisch und poetisch.

## Kritiken
- „Scheint so, als habe der deutsche Jazz nach Till Brönner endlich neue junge Gesichter gefunden.“ (Stern, Juli 2005)
- „Ein fantastisches Album, das man auf keinen Fall versäumen sollte!“ (Image Hifi, Juli 2005)
- „Das Trio, das unseren Eindruck vom steifen deutschen Jazz weggewischt hat.“ (Swing Journal, Japan, April 2005)

## Diskografie
- 2002: First Enchantment (Mons)
- 2005: Away for a While (Mons)
- 2008: When You Come Home (Sony BMG)
- 2010: Where Time Stands Still (Sony BMG, mit Sara Gazarek und Frank Haunschild)
- 2013: Turning Points (Sony Music)
- 2014: One Summer Night (Live) (Mons)
- 2017: Hidden Beauty (Okeh Records/Sony)
- 2019: Scorpio Rising (Okeh Records/Sony)
- 2022: Giulia (Okeh Records/Sony, auf 3 Titeln mit Paolo Fresu)